# François Billetdoux
François Billetdoux (* 7. September 1927 in Paris; † 26. November 1991 ebenda) war ein französischer Dramatiker.

## Leben und Werk
François Billetdoux studierte Literaturwissenschaft an der Sorbonne und Inszenierung bei Charles Dullin. Er produzierte von 1946 bis 1972 Hörfunksendungen, ab 1956 auch Fernsehsendungen. Ab 1959 schrieb er Theaterstücke, in denen er teilweise auch selbst Regie führte oder selbst spielte. Ab 1972 gehörte er zur Anstaltsleitung von Radio France. Von 1982 bis 1986 war er Präsident der Société des gens de lettres. 1989 erhielt er den Grand Prix du Théâtre. Daniel Mortier nannte ihn einen „auteur dramatique original“. Seine Stücke zeigen immer wieder das Scheitern menschlicher Beziehungen.

## Werke (Auswahl)

### Theater
- Les plus beaux métiers du monde. A la nuit la nuit. (1955)
- Tchin-Tchin. (1959)
  - (deutsch) Tschin-Tschin. S. Fischer, Frankfurt am Main 1960.
- Le comportement des époux Bredburry. (1960)
- Va donc chez Törpe. (1961)
  - (deutsch) Geh doch zu Thorp. (1962)
  - (deutsch) Dann geh’ zu Thorp! (1964)
- Pour Finalie. (1962)
- Le Comportement des époux Bredburry. (1962)
- Chemises de nuit. (1962)
- Le timide au palais. (1962)
- Comment va le monde, môssieu ? il tourne, môssieu ! (1964)
  - (deutsch) Und die Welt, Mossjöh? Sie dreht sich, Mossjöh! Sessler, München 1964.
- Il faut passer par les nuages. (1964)
  - (deutsch) Durch die Wolken. Bürgerliches Epos in 5 Sätzen. München 1966.
- Délire à deux ... à tant qu’on veut. (1965)
- Silence, l’arbre remue encore. (1967)
- Je n’étais pas chez moi. (1968)
- Sept plus quoi? (1968)
- Quelqu’un devrait faire quelque chose. (1969)
- Femmes parallèles. (1970)
- Rintru pa trou tar hin! (1971) (Rentre pas trop tard, hein !)
- Ne m’attendez pas ce soir... (1971)
- Prévenir proches-Stop. (1971)
- Passion selon nos doutes. (1971)
- Les Veuves. (1972)
- On dira que c’est le vent... (1972)
- La nostalgie, camarade. (1974)
- Ai-je dit que je suis bossu? (1981)
- Réveille-toi Philadelphie ! (1988)

### Romane
- L’animal. (1955)
- Royal Garden blues. (1957)
- Brouillon d’un bourgeois. (1961)